# Ricardo Centurión
Adrián Ricardo Centurión (Avellaneda, 19 gennaio 1993) è un calciatore argentino, attaccante dell'Oriente Petrolero.
In patria è soprannominato El Wachiturro perché amante della cumbia villera.

## Biografia
Il 29 marzo 2020 perde la compagna Melody Pasini, morta in un incidente stradale nella città di Lanús causatole da un infarto.
Tra il maggio e il giugno 2024, dopo numerosi anni di vicissitudini e guai con la giustizia, tra guida spericolata, positività alla cocaina e disturbo della quiete pubblica, Centurion scompare misteriosamente nel nulla. Verrà ritrovato dal suo ex agente dieci giorni più tardi senza riuscire a dare una spiegazione di quanto accaduto.

## Caratteristiche tecniche
Paragonato al connazionale Ángel Di María, si tratta di un destro naturale, abile nel dribbling, che predilige essenzialmente agire sulla sinistra per poter in tal modo accentrarsi e tentare il tiro. Può dunque disimpegnarsi sia come ala in un 4-3-3, sia come esterno in un centrocampo a quattro nel 4-4-2.
Le sue qualità sono altresì ravvisabili in un cambio di passo che gli consente di superare con facilità irrisoria il diretto avversario, risultando imprevedibile.
In patria agli inizi della carriera ha sempre goduto di una grande considerazione ma una volta arrivato al Genoa, hanno iniziato ad emergere i suoi limiti caratteriali che hanno bloccato la sua ascesa, col passare del tempo ha avuto numerosi problemi con la giustizia che hanno ulteriormente peggiorato la situazione.

## Carriera

### Club
Debutta nella Prima Divisione Argentina il 17 giugno 2012 durante l'incontro di Apertura con l'Atlético de Rafaela. Il 4 agosto, ancora una volta davanti all'Atlético de Rafaela, rimedia la sua prima ammonizione in carriera. Il 12 agosto realizza la sua prima rete da calciatore professionista, nel corso della partita di campionato disputata contro l'Argentinos Juniors.

#### L'arrivo In Italia al Genoa (2013-2014)
Il 2 settembre 2013 si trasferisce in Italia al Genoa  con la formula del prestito oneroso con diritto di riscatto. Fa il suo esordio in Serie A il 20 ottobre seguente nella partita vinta in casa dal Genoa per 2-1 contro il Chievo partendo titolare. A fine stagione, dopo 12 presenze in Serie A, non viene riscattato dal Genoa e ritorna al Racing Club con cui firma un contratto da tre anni e mezzo.

#### Gli anni in Sudamerica (2014-2017)
Il 14 dicembre 2014 segna il gol decisivo al quarto minuto della ripresa per la vittoria del titolo per il Racing.
Dopo 17 presenze e 3 gol in campionato, il 2 febbraio 2015 si trasferisce per 4,2 milioni di euro al San Paolo, grazie all'intervento di un ricco imprenditore del luogo, Vinícius Pinotti, che ha pagato l'intera operazione; firma fino al 2018.

#### Ritorno al Genoa (2017-2018)
L'11 agosto 2017 torna al Genoa a titolo definitivo, firmando un contratto quadriennale. Riesordisce con la maglia rossoblu in campionato il 26 agosto 2017, nella sconfitta interna del grifone per 2-4 contro la Juventus. Dopo essere stato messo ai margini della rosa da Juric, viene reintegrato da Ballardini, con cui colleziona la sua terza presenza, il 19 novembre nella vittoriosa trasferta di Crotone.

#### Ritorno al Racing e il prestito in Messico (2018-2019)
Nel gennaio 2018, trovato poco spazio con i grifoni, fa ritorno al Racing Club per 6 milioni di dollari.
Anche il ritorno al Racing non è dei migliori a causa di problemi con l'allenatore, per cui nel giugno 2019 viene dato in prestito all'Atlético San Luis. Tuttavia dopo una prima parte di stagione difficile con poche presenze, nel novembre dello stesso anno fa ritorno dal prestito.

#### Vélez Sarsfield (2020-2022)
Nel gennaio 2020, viene acquistato a titolo temporaneo per il resto della stagione 2019-2020 dal Vélez Sarsfield.

#### San Lorenzo
Nel gennaio 2022, viene acquistato a titolo temporaneo dal San Lorenzo.

### Nazionale
Nel 2013 viene convocato dal c.t. dell'Albiceleste Under-20, Marcelo Trobbiani, per partecipare al campionato sudamericano di categoria dell'anno corrente. Debutta il 10 gennaio in occasione dell'incontro di apertura con il Cile, dove rimedia anche la sua prima ammonizione in Nazionale.

## Statistiche

### Presenze e reti nei club
Statistiche aggiornate al 25 giugno 2017.
| Stagione                 | Squadra                  | Campionato               | Campionato | Campionato | Coppe nazionali | Coppe nazionali | Coppe nazionali | Coppe continentali | Coppe continentali | Coppe continentali | Altre coppe | Altre coppe | Altre coppe | Totale | Totale |
| Stagione                 | Squadra                  | Comp                     | Pres       | Reti       | Comp            | Pres            | Reti            | Comp               | Pres               | Reti               | Comp        | Pres        | Reti        | Pres   | Reti   |
| ------------------------ | ------------------------ | ------------------------ | ---------- | ---------- | --------------- | --------------- | --------------- | ------------------ | ------------------ | ------------------ | ----------- | ----------- | ----------- | ------ | ------ |
| 2011-2012                | Racing Avellaneda        | PD                       | 2          | 0          | CA              | 1               | 0               | -                  | -                  | -                  | -           | -           | -           | 3      | 0      |
| 2012-2013                | Racing Avellaneda        | PD                       | 26         | 4          | -               | -               | -               | CS                 | 2                  | 0                  | -           | -           | -           | 28     | 4      |
| ago. 2013                | Racing Avellaneda        | PD                       | 3          | 0          | -               | -               | -               | CS                 | 2                  | 0                  | -           | -           | -           | 5      | 0      |
| 2013-2014                | Genoa                    | A                        | 12         | 0          | -               | -               | -               | -                  | -                  | -                  | -           | -           | -           | 12     | 0      |
| 2014                     | Racing Avellaneda        | PD                       | 17         | 3          | -               | -               | -               | -                  | -                  | -                  | -           | -           | -           | 17     | 3      |
| Totale Racing Avellaneda | Totale Racing Avellaneda | Totale Racing Avellaneda | 48         | 7          |                 | 1               | 0               |                    | 4                  | 0                  |             | -           | -           | 53     | 7      |
| 2015                     | San Paolo                | A1/SP+A                  | 12+25      | 1+2        | CB              | 3               | 1               | CL                 | 6                  | 2                  | -           | -           | -           | 46     | 6      |
| 2016                     | San Paolo                | A1/SP+A                  | 10+15      | 0+0        | -               | -               | -               | CL                 | 9                  | 2                  | -           | -           | -           | 34     | 2      |
| Totale San Paolo         | Totale San Paolo         | Totale San Paolo         | 62         | 3          |                 | 3               | 1               |                    | 15                 | 4                  |             | -           | -           | 80     | 8      |
| 2016-2017                | Boca Juniors             | PD                       | 22         | 8          | CA              | 2               | 0               | -                  | -                  | -                  | -           | -           | -           | 24     | 8      |
| 2017-2018                | Genoa                    | A                        | 3          | 0          | CI              | 2               | 0               | -                  | -                  | -                  | -           | -           | -           | 5      | 0      |
| Totale Genoa             | Totale Genoa             | Totale Genoa             | 15         | 0          |                 | 2               | 0               |                    | -                  | -                  |             | -           | -           | 17     | 0      |
| Totale carriera          | Totale carriera          | Totale carriera          | 145        | 18         |                 | 8               | 1               |                    | 19                 | 4                  |             | -           | -           | 171    | 23     |

### Cronologia presenze e reti in nazionale
| Cronologia completa delle presenze e delle reti in nazionale ― Argentina under 20 | Cronologia completa delle presenze e delle reti in nazionale ― Argentina under 20 | Cronologia completa delle presenze e delle reti in nazionale ― Argentina under 20 | Cronologia completa delle presenze e delle reti in nazionale ― Argentina under 20 | Cronologia completa delle presenze e delle reti in nazionale ― Argentina under 20 | Cronologia completa delle presenze e delle reti in nazionale ― Argentina under 20 | Cronologia completa delle presenze e delle reti in nazionale ― Argentina under 20 | Cronologia completa delle presenze e delle reti in nazionale ― Argentina under 20 |
| Data                                                                              | Città                                                                             | In casa                                                                           | Risultato                                                                         | Ospiti                                                                            | Competizione                                                                      | Reti                                                                              | Note                                                                              |
| --------------------------------------------------------------------------------- | --------------------------------------------------------------------------------- | --------------------------------------------------------------------------------- | --------------------------------------------------------------------------------- | --------------------------------------------------------------------------------- | --------------------------------------------------------------------------------- | --------------------------------------------------------------------------------- | --------------------------------------------------------------------------------- |
| 10-1-2013                                                                         | Mendoza                                                                           | Argentina under 20                                                                | 0 – 1                                                                             | Cile under 20                                                                     | Sudamericano 2013                                                                 | -                                                                                 | 46’+ 86’                                                                          |
| 12-1-2013                                                                         | Mendoza                                                                           | Argentina under 20                                                                | 1 - 2                                                                             | Paraguay under 20                                                                 | Sudamericano 2013                                                                 | -                                                                                 | 66’+ 67’                                                                          |
| 14-1-2013                                                                         | Mendoza                                                                           | Argentina under 20                                                                | 2 - 2                                                                             | Bolivia under 20                                                                  | Sudamericano 2013                                                                 | -                                                                                 | 69’                                                                               |
| Totale                                                                            |                                                                                   | Presenze                                                                          | 3                                                                                 |                                                                                   | Reti                                                                              | 0                                                                                 |                                                                                   |

## Palmarès
- Campionato argentino: 4

Racing Club: 2014, 2018-2019
Boca Juniors: 2016-2017
Vélez Sarsfield: 2024